# Банка Дарвина
Банка Дарвина (азерб. Darvin bankası) — нефтегазовое месторождение в Азербайджане в Каспийском море.
Расположена в 45 км (28 миль) — 50 км (31 миль) к северо-востоку от Баку и в 6 км (3,7 миль) к западу от острова Пираллахи. Промышленно значимые ресурсы нефти и природного газа здесь были обнаружены в 1950-х годах. На сегодняшний день добыто 16,2 млн тонн нефти и 1,5 млрд кубометров газа. Государственная нефтяная компания Азербайджанской Республики находится в процессе строительства новой нефтяной платформы, которая будет установлена на месторождении для бурения 12 скважин в 2010 году. Аналогичная платформа № 660 уже введена в эксплуатацию на месте, а еще одна платформа на бурение 20 скважин находится в стадии завершения. Другая платформа, эксплуатируемая «Абшероннефтью» , в 2009 году пробурила еще две скважины с общей добычей 7–8,5 тонн нефти.  В мае 2016 года было сообщено о начала бурение новой скважины № 766 проектной глубиной 1440 метров с площадки № 720. Ожидаемый дебит – 5 тонн нефти в сутки.

## Резервуар
Месторождение содержит 3 миллиона тонн нефти и 0,5 миллиарда кубических метров газа. В центральной части берега находится грязевой вулкан.